# 世にも怪奇な物語
『世にも怪奇な物語』（よにもかいきなものがたり、フランス語原題: Histoires extraordinaires）は、1967年製作の3部構成からなるオムニバス形式のホラー映画。フランス・イタリアの製作。原作はエドガー・アラン・ポーの小説によるもの。

## ストーリー

### 第1話 「黒馬の哭く館」
伯爵家の令嬢フレデリック（ジェーン・フォンダ）は女王のような我儘な振る舞いで周囲をいいなりにしてきた。ある日森の中で知り合った男爵家のウィルヘルム（ピーター・フォンダ）にフレデリックはひかれ、誘惑しようとしたものの、日頃の彼女の振る舞いに軽蔑の感情を持っていた彼に拒絶されてしまう。怒りからの行動によりフレデリックはウィルヘルムの馬小屋に放火してしまう。その時ウィルヘルムは愛馬と共にも焼死してしまう。それ以後、フレデリックの周囲では城に現れた黒馬にまつわる不可思議な事件が起こる。

### 第2話 「影を殺した男｣
寄宿学校に通う狡猾なサディストのウィリアム・ウィルソン少年（アラン・ドロン）の前に彼と正反対な性格をした同名のうりふたつの少年が現れる。彼は事ある事にウィルソンの悪事を妨害した。のちに士官となったウィルソンは賭博場であった美しい女性のジュセピーナ（ブリジット・バルドー）とカードの勝負をする。ウィルソンはイカサマで勝利をし、ジュセピーナの裸の上半身を鞭で打つ。そこにうりふたつのウィルソンがまた現れ、インチキが暴かれてしまう。怒り狂ったウィルソンは、もう一人のウィルソンを殺害してしまう。

### 第3話 「悪魔の首飾り」
俳優のダミット（テレンス・スタンプ）は、かつて華やかな世界で名声と賞讃をほしいままにしてきた、しかし、アルコール中毒によって落ち目の時期だった。そんな彼にイタリアから新車のフェラーリを報酬に映画出演の話が来る。しかし、不安から、酒をのみつづけ、何かに取りつかれたかのようにフェラーリを走らせてしまう。

## キャスト
| 役名         | 俳優                 | 日本語吹替                                                 |
| 役名         | 俳優                 | TBS版                                                      |
| ------------ | -------------------- | ---------------------------------------------------------- |
| フレデリック | ジェーン・フォンダ   | 赤沢亜沙子                                                 |
| ウィルヘルム | ピーター・フォンダ   | 仲村秀生                                                   |
| ウィルソン   | アラン・ドロン       | 堀勝之祐                                                   |
| ジュセピーナ | ブリジット・バルドー | 二階堂有希子                                               |
| ダミット     | テレンス・スタンプ   | 櫻片達雄                                                   |
| 不明 その他  |                      | 中村武己 沢田敏子 遠藤晴 芝田清子 内藤隆 伊藤雅郎 野島千照 |
|              |                      |                                                            |
| 演出         | 演出                 | 斯波重治                                                   |
| 翻訳         | 翻訳                 | 榎あきら                                                   |
| 効果         |                      |                                                            |
| 調整         |                      |                                                            |
| 制作         | 制作                 | オムニバスプロモーション                                   |
| 解説         | 解説                 | 荻昌弘                                                     |
| 初回放送     | 初回放送             | 1972年4月3日 『月曜ロードショー』                          |

- 日本語吹き替えはニューラインからの発売DVD（廃版）とハピネットからの発売Blu-rayに収録。